# Lista de número um do Top 10 MTV Brasil
Esta é uma lista dos clipes mais votados no Top 10 MTV.

## No ano de 2010
| Data       | Artista(s)                   | Canção                           |
| ---------- | ---------------------------- | -------------------------------- |
| 18/01/2010 | Britney Spears               | 3                                |
| 19/01/2010 | Rihanna                      | Russian Roulette                 |
| 20/01/2010 | Kesha                        | Tik Tok                          |
| 21/01/2010 | Kesha                        | Tik Tok                          |
| 22/01/2010 | The Black Eyed Peas          | Meet Me Halfway                  |
| 25/01/2010 | Lady Gaga                    | Bad Romance                      |
| 26/01/2010 | Britney Spears               | 3                                |
| 27/01/2010 | Paramore                     | Brick by Boring Brick            |
| 28/01/2010 | Lady Gaga                    | Bad Romance                      |
| 29/01/2010 | Beyoncé part. Lady Gaga      | Video Phone                      |
| 01/02/2010 | Lady Gaga                    | Bad Romance                      |
| 02/02/2010 | Tokio Hotel                  | Automatisch                      |
| 03/02/2010 | Lady Gaga                    | Bad Romance                      |
| 04/02/2010 | NX Zero                      | Espero a Minha Vez               |
| 05/02/2010 | NX Zero                      | Espero a Minha Vez               |
| 08/02/2010 | Lady Gaga                    | Bad Romance                      |
| 09/02/2010 | Lady Gaga                    | Bad Romance                      |
| 10/02/2010 | Lady Gaga                    | Bad Romance                      |
| 11/02/2010 | Beyoncé part. Lady Gaga      | Video Phone                      |
| 12/02/2010 | Britney Spears               | 3                                |
| 15/02/2010 | Lady Gaga                    | Bad Romance                      |
| 16/02/2010 | Tokio Hotel                  | Automatisch                      |
| 17/02/2010 | Paramore                     | Brick by Boring Brick            |
| 18/02/2010 | 30 Seconds to Mars           | Kings and Queens                 |
| 19/02/2010 | NX Zero                      | Espero a Minha Vez               |
| 22/02/2010 | Beyoncé part. Lady Gaga      | Video Phone                      |
| 23/02/2010 | Beyoncé part. Lady Gaga      | Video Phone                      |
| 24/02/2010 | Britney Spears               | 3                                |
| 25/02/2010 | Britney Spears               | 3                                |
| 26/02/2010 | Lady Gaga                    | Bad Romance                      |
| 01/03/2010 | Restart                      | Recomeçar                        |
| 02/03/2010 | Tokio Hotel                  | Automatisch                      |
| 03/03/2010 | Restart                      | Recomeçar                        |
| 04/03/2010 | Justin Bieber                | One Time                         |
| 05/03/2010 | Tokio Hotel                  | Automatisch                      |
| 08/03/2010 | Paramore                     | The Only Exception               |
| 09/03/2010 | Justin Bieber                | One Time                         |
| 10/03/2010 | Paramore                     | The Only Exception               |
| 11/03/2010 | Shakira                      | Gypsy                            |
| 12/03/2010 | Shakira                      | Gypsy                            |
| 15/03/2010 | Paramore                     | The Only Exception               |
| 16/03/2010 | Restart                      | Recomeçar                        |
| 17/03/2010 | Tokio Hotel                  | World Behind My Wall             |
| 18/03/2010 | Tokio Hotel                  | World Behind My Wall             |
| 19/03/2010 | Paramore                     | The Only Exception               |
| 22/03/2010 | Avril Lavigne                | Alice                            |
| 23/03/2010 | Tokio Hotel                  | World Behind My Wall             |
| 24/03/2010 | Paramore                     | The Only Exception               |
| 25/03/2010 | Avril Lavigne                | Alice                            |
| 26/03/2010 | Avril Lavigne                | Alice                            |
| 29/03/2010 | Avril Lavigne                | Alice                            |
| 30/03/2010 | Tokio Hotel                  | World Behind My Wall             |
| 31/03/2010 | Avril Lavigne                | Alice                            |
| 01/04/2010 | Tokio Hotel                  | World Behind My Wall             |
| 02/04/2010 | Tokio Hotel                  | World Behind My Wall             |
| 05/04/2010 | Lady Gaga part. Beyoncé      | Telephone                        |
| 06/04/2010 | Lady Gaga part. Beyoncé      | Telephone                        |
| 07/04/2010 | Tokio Hotel                  | World Behind My Wall             |
| 08/04/2010 | Avril Lavigne                | Alice                            |
| 09/04/2010 | Lady Gaga part. Beyoncé      | Telephone                        |
| 12/04/2010 | Lady Gaga part. Beyoncé      | Telephone                        |
| 13/04/2010 | Justin Bieber part. Ludacris | Baby                             |
| 14/04/2010 | Lady Gaga part. Beyoncé      | Telephone                        |
| 15/04/2010 | Justin Bieber part. Ludacris | Baby                             |
| 16/04/2010 | Restart                      | Vou Cantar ao vivo no Acesso MTV |
| 19/04/2010 | Restart                      | Vou Cantar ao vivo no Acesso MTV |
| 20/04/2010 | Justin Bieber part. Ludacris | Baby                             |
| 21/04/2010 | Restart                      | Vou Cantar ao vivo no Acesso MTV |
| 22/04/2010 | Lady Gaga part. Beyoncé      | Telephone                        |
| 23/04/2010 | Restart                      | Vou Cantar ao vivo no Acesso MTV |
| 26/04/2010 | Justin Bieber part. Ludacris | Baby                             |
| 27/04/2010 | Lady Gaga part. Beyoncé      | Telephone                        |
| 28/04/2010 | Justin Bieber part. Ludacris | Baby                             |
| 29/04/2010 | Justin Bieber part. Ludacris | Baby                             |
| 30/04/2010 | Restart                      | Levo Comigo                      |
| 03/05/2010 | Restart                      | Levo Comigo                      |
| 04/05/2010 | Restart                      | Levo Comigo                      |
| 05/05/2010 | t.A.T.u.                     | Sparks                           |
| 06/05/2010 | Cine                         | A Usurpadora                     |
| 07/05/2010 | Restart                      | Levo Comigo                      |
| 10/05/2010 | Cine                         | A Usurpadora                     |
| 11/05/2010 | Restart                      | Levo Comigo                      |
| 12/05/2010 | Restart                      | Levo Comigo                      |
| 13/05/2010 | Cine                         | A Usurpadora                     |
| 14/05/2010 | Restart                      | Levo Comigo                      |
| 17/05/2010 | Restart                      | Levo Comigo                      |
| 18/05/2010 | Cine                         | A Usurpadora                     |
| 19/05/2010 | Restart                      | Levo Comigo                      |
| 20/05/2010 | Cine                         | A Usurpadora                     |
| 21/05/2010 | Cine                         | A Usurpadora                     |
| 24/05/2010 | Cine                         | A Usurpadora                     |
| 25/05/2010 | Restart                      | Levo Comigo                      |
| 26/05/2010 | Cine                         | A Usurpadora                     |
| 27/05/2010 | Restart                      | Levo Comigo                      |
| 28/05/2010 | t.A.T.u.                     | Sparks                           |
| 31/05/2010 | Sandy                        | Pés Cansados                     |

## No ano de 2008
Em 2008, a parada era semanal e com a apresentação da VJ Sophia Reis. Passava todos os sábados, 19h00.
| Data       | Canção                                         | Artista(s)         |
| ---------- | ---------------------------------------------- | ------------------ |
| 08/03/2008 | Piece of Me                                    | Britney Spears     |
| 15/03/2008 | Misery Business                                | Paramore           |
| 22/03/2008 | Tears Dry on Their Own                         | Amy Winehouse      |
| 29/03/2008 | A Beautiful Lie                                | 30 Seconds to Mars |
| 05/04/2008 | Na Sua Estante (ao vivo)                       | Pitty              |
| 12/04/2008 | Na Sua Estante (ao vivo)                       | Pitty              |
| 19/04/2008 | A Beautiful Lie                                | 30 Seconds to Mars |
| 26/04/2008 | 4 Minutes (part. Justin Timberlake)            | Madonna            |
| 03/05/2008 | 4 Minutes (part. Justin Timberlake)            | Madonna            |
| 10/05/2008 | A Beautiful Lie                                | 30 Seconds to Mars |
| 17/05/2008 | 4 Minutes (part. Justin Timberlake)            | Madonna            |
| 24/05/2008 | crushcrushcrush                                | Paramore           |
| 31/05/2008 | Brinquedo Torto (ao vivo)                      | Pitty              |
| 07/06/2008 | Break the Ice                                  | Britney Spears     |
| 14/06/2008 | Break the Ice                                  | Britney Spears     |
| 21/06/2008 | Violet Hill                                    | Coldplay           |
| 29/06/2008 | Violet Hill                                    | Coldplay           |
| 05/07/2008 | Cedo ou Tarde                                  | NX Zero            |
| 12/07/2008 | If I Never See Your Face Again (part. Rihanna) | Maroon 5           |
| 19/07/2008 | Give It 2 Me                                   | Madonna            |
| 26/07/2008 | Beat It                                        | Fall Out Boy       |
| 02/08/2008 | Beat It                                        | Fall Out Boy       |
| 09/08/2008 | Beat It                                        | Fall Out Boy       |
| 16/08/2008 | That's What You Get                            | Paramore           |
| 23/08/2008 | The Best Damn Thing                            | Avril Lavigne      |
| 30/08/2008 | De Você                                        | Pitty              |
| 06/09/2008 | De Você                                        | Pitty              |
| 13/09/2008 | I Kissed a Girl                                | Katy Perry         |
| 20/09/2008 | Disturbia                                      | Rihanna            |
| 27/09/2008 | I Kissed a Girl                                | Katy Perry         |
| 04/10/2008 | I Kissed a Girl                                | Katy Perry         |
| 11/10/2008 | Disturbia                                      | Rihanna            |
| 19/10/2008 | See a Little Light                             | Belinda            |
| 26/10/2008 | Disturbia                                      | Rihanna            |
| 01/11/2008 | Disturbia                                      | Rihanna            |
| 08/11/2008 | Womanizer                                      | Britney Spears     |
| 15/11/2008 | Womanizer                                      | Britney Spears     |
| 22/11/2008 | Lost!                                          | Coldplay           |
| 29/11/2008 | Hot n Cold                                     | Katy Perry         |
| 06/12/2008 | Womanizer                                      | Britney Spears     |
| 13/12/2008 | I Don't Care                                   | Fall Out Boy       |
| 20/12/2008 | Decode                                         | Paramore           |
| 27/12/2008 | Piece of Me†                                   | Britney Spears     |

† Canção mais votada do ano.